# Spatha
Spatha je poseben meč, ki so ga uporabljali rimski konjeniki. Je nekoliko daljši od navadnega gladija.